# Honor 10i
Honor 10i — смартфон компанії Huawei під брендом Honor. Телефон був анонсований в травні 2019 року.
Honor 10i має зовнішній вигляд схожий на смартфон Honor 10 Lite із відмінностями в технічних характеристиках і властивостях камер.

## Зовнішній вигляд
Пластиковий корпус Honor 10i має поліровану задню поверхню. В синьому кольорі задня кришка має градієнтний 3d ефект. Екран займає майже всю передню поверхню із невеликими рамками та краплеподібним вирізом фронтальної камери.
Задня глянцева поверхня апарата має кольоровий та градієнтний ефект. Екран смартфону майже без рамок (дисплей займає 83,1% площі передньої поверхні), захищений склом 2.5D Corning Gorilla Glass 3.
Представлений у 3 кольорах: чорний (Midnight Black), синій (Phantom Blue), червоний (Phantom Red).
В Україні Honor 10i представлений у двох кольорах корпусу: чорному (Midnight Black) та синьому (Sapphire Blue).

## Апаратне забезпечення
Honor 10i побудований на базі восьмиядерного процесора Hisilicon Kirin 710: 4 ядра Cortex A73 по 2.2 ГГц і 4 ядра Cortex-A53 по 1.7 ГГц. Графічний процесор Mali-G51 MP4.
Підтримує технологію GPU Turbo 2.0 для покращання роботи під час ігрового навантаження.
Об'єм внутрішньої пам'яті складає 128 Гб, оперативної — 4 ГБ. Телефон підтримує розширення пам'яті завдяки картці microSD до 512 ГБ. Має комбінований слот на 2 Nano-SIM картки.
Телефон отримав IPS екран діагоналлю 6.21 дюйма з роздільною здатністю 1080 x 2340 пікселів. Щільність пікселів — 415 ppi. Співвідношення сторін — 19.5:9.
Три модулі основної камери — 24 МП (PDAF) з діафрагмою f/1.8, 8 МП (надширококутний модуль) з діафрагмою f/2.4 та 2 МП з діафрагмою f/2.4 (допоміжний датчик глибини), знімає відео в Full HD.
Фронтальна камера — 32 МП, об'єктив f/2.0 (ширококутна).
Незнімний акумулятор місткістю 3400 мА/г.

## Програмне забезпечення
Honor 10i працює на базі операційної системи Android 9.0 (Pie) з графічною оболонкою EMUI 9.0.
Інтерфейси: Wi-Fi 802.11 a/b/g/n, Bluetooth 4.2, micro-USB з функцією USB On-The-Go.
Передача даних: GPS, ГЛОНАСС, BeiDou, AGPS.
Смартфон отримав такі сенсори: датчик наближення, датчик освітленості, цифровий компас, акселерометр, гіроскоп, сканер відбитків пальців.
Телефон має: FM-радіо, NFC, вхід для навушників 3.5 мм.

## Комплектація
До комплекту входить: телефон, документація, зарядний пристрій з USB кабелем, ключик для слота SIM-картки, захисний чохол.
Стартова ціна в Україні - 7499 гривень ($285).
Ціна в магазинах України  у листопаді 2020 року — від 4399 грн.